# Babe Ruth
George Herman Ruth, Jr., znan predvsem kot »Babe« Ruth, vzdevka »the Bambino« in »the Sultan of Swat«, ameriški poklicni bejzbolist * 6. februar 1895, Baltimore, Maryland, † 16. avgust 1948, Mesto New York, ZDA. 
Ruth je bil poklicni metalec in igralec zunanjega polja, ki je v Glavni bejzbolski ligi s tremi različnimi ekipami preživel 22 sezon (1914–1935). Krasile so ga izvrstne odbijalske sposobnosti - postavil je karierne rekorde v domačih tekih (714), povprečjem dodatnih baz (0,690), tekih, poslanih domov (2.217), in OPS-u (1.164). V ligo je vstopil kot začetni metalec ekipe Boston Red Sox, leta 1919 pa je bil prodan k večnemu rivalu ekipe iz Bostona, moštvu New York Yankees. Ob prihodu v New York je postal začetni igralec desnega zunanjega polja ekipe in se kmalu uveljavil kot eden najboljših odbijalcev v ligi. S svojo sposobnostjo odbijanja domačih tekov je ekipi pomagal do sedmih naslovov Ameriške lige in štirih osvojenih Svetovnih serij. Po krajšem obdobju z ekipo Boston Braves se je Ruth leta 1935 upokojil, leto zatem pa postal eden izmed peterice igralcev, ki so bili kot prvi izvoljeni v Hram Slavnih bejzbola.
Ruth je leta 1927 postal prvi igralec, ki mu je v eni sezoni uspelo doseči mejnik 60 domačih tekov - njegovo znamko je prvič presegel šele Roger Maris leta 1961 s 61 domačimi teki. Njegov karierni izkupiček 714 domačih tekov je kot največji stal do leta 1974, ko ga je prešel Hank Aaron. V nasprotju z večino močnih odbijalcev je Ruth odbijal tudi z visokim odbijalskim povprečjem - njegovo karierno odbijalsko povprečje 0,342 je 10. največje v zgodovini bejzbola, leta 1923 pa je odbijal s povprečjem 0,393, kar je rekord ekipe New York Yankees. V dobi, v kateri je igral, je bil Ruth nesporno eden izmed najboljših. Ligo je v domačih tekih vodil dvanajstkrat, v povprečju dodatnih baz in OPS-u trinajstkrat, osemkrat v lastnih tekih in šestkrat v tekih, poslanih domov. Vsi omenjeni izkupički so rekordi, ki stojijo še danes.
Ruthu pripisujejo zasluge za lastnoročno spreminjanje igre bejzbola. Priljubljenost igre se je med 1920-imi (predvsem po njegovi zaslugi) dramatično povečalo. Skorajda lastnoročno je ligo privedel do začetka t. i. »Dobe žive žoge«, v kateri se je šport spremenil iz bojevanja nizkih izkupičkov tekov in bojev hitrih in iznajdljivih odbijalcev v spopade ogromnih izkupičkov tekov in dolgih domačih tekov. V ameriški kulturi je prevzel vlogo enega največjih športnih junakov vseh časov. Njegova skorajda mitološka moč in samozavestna osebnost sta ga med 1920-imi napravili v kulturno ikono, po mnenju televizijske hiše ESPN pa je prvi ameriški športni superzvezdnik, katerega slava je presegala okvirje bejzbola. Zunaj igralnega polja je bil znan po svoji dobrodelnosti, pa tudi po pogosto brezglavem načinu življenja. 
V različnih anketah in lestvicah je Ruth bil imenovan za najboljšega igralca bejzbola vseh časov. Tako ga je revija The Sporting News leta 1998 na svoji lestvici »Sto najboljših igralcev bejzbola vseh časov« postavila na prvo mesto. Leto kasneje so ga navijači izglasovali za člana Ekipe stoletja MLB. Leta 1969 je bil na tajnem glasovanju ob 100. obletnici poklicnega bejzbola izglasovan za najboljšega igralca bejzbola vseh časov, leta 1993 pa je na lestvici najprepoznavnejših športnikov v ZDA Ruth na vrhu bil izenačen z boksarjem Muhammadom Alijem. Rezultati ankete televizijske hiše ESPN iz leta 1999 so pokazali, da je Ruth po mnenju športnih privržencev tretji najboljši ameriški športnik 20. stoletja (za Michaelom Jordanom in Alijem).